# Polygala linoides
La chín-chín (Polygala linoides) es una especie herbácea de la familia Polygalaceae. 

## Distribución y hábitat
Es nativa europea, donde crece en campos calcáreos, y en pasturas montañosas cálcicas. creció en Argentina.

## Taxonomía
Polygala linoides fue descrita por Jean Louis Marie Poiret y publicado en Encyclopédie Méthodique, Botanique 5: 499. 1804.
Etimología
Polygala: nombre genérico que deriva del griego y significa
"mucha leche", ya que se pensaba que la planta servía para aumentar la producción de leche en el ganado.
linoides: epíteto latíno que significa "como el lino".
Sinonimia
- Polygala linoides var. ambigua Felipp. & Beauverd
- Polygala linoides var. linoides
- Polygala marplatensis Grondona[3]